# Йохан Георг Беднорц
 Йохан Георг Беднорц (на немски: Johannes Georg Bednorz) е германски физик, носител на Нобелова награда за физика за 1987 г. за откриването на свръхпроводимост при керамичните материали.

## Биография
Роден е на 16 май 1950 г. в Нюенкирхен, Северен Рейн-Вестфалия, Германия. През 1968 г. започва да следва минералология в Университета в Мюнстер. През 1973 г. е нает на работа от IBM, където се включва в изследванията на Карл Мюлер върху свръхпроводимостта. През 1983 г. двамата започват систематични изследвания на електричните свойства на керамични материали, получени от съединения на преходни елементи. През 1986, те успешно провеждат експеримент, при който за свръхпроводник се използва оксид на барий-лантан-меден оксид, при температура от 35К, което е с 10К повече от предния рекорд. През 1987 г. двамата учени си поделят Нобеловата награда за физика.